# Cabina primaria
La cabina primaria (CP) o cabina di alta tensione (CAT) è un impianto elettrico che ha la funzione di trasformare l'energia elettrica in ingresso ad alta tensione (solitamente 120 kV, 132 kV o 150 kV, raramente anche 60 kV o 220 kV) in energia a media tensione (8,4 kV, 10, 15 o 20 kV in base alla zona geografica da alimentare). In Italia sono presenti circa 2000 cabine primarie.

## Struttura

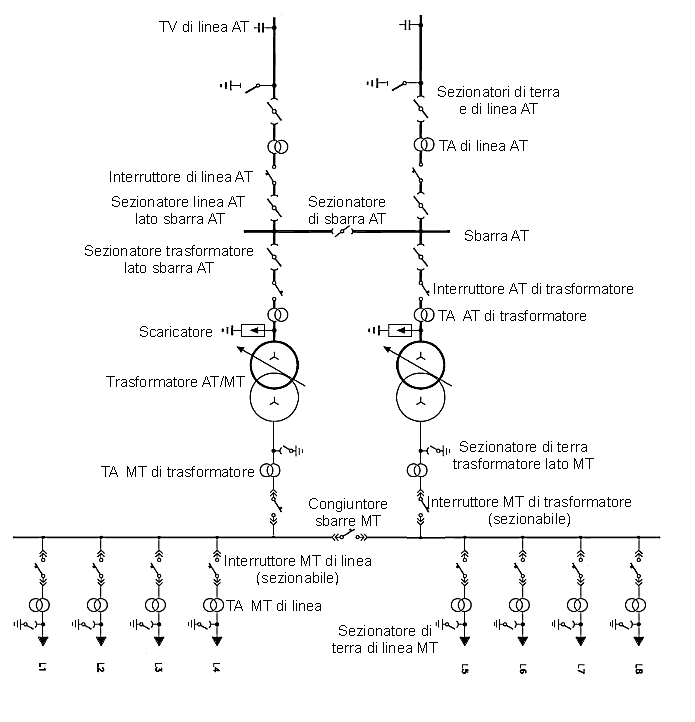
Esempio di schema unifilare di Cabina Primaria, con la descrizione dei principali elementi.

La struttura di una cabina primaria è la seguente:
- linea elettrica ad alta tensione (AT) in ingresso (preferibilmente almeno due per cabina);
- trasformatore di tensione (TV);
- sezionatori di linea AT;
- trasformatore di corrente (TA);
- interruttori di linea AT;
- sezionatori di sbarre AT;
- sbarre AT di cabina primaria;
- sezionatori di interruttore AT del trasformatore;
- interruttori AT del trasformatore;
- trasformatore di corrente (TA) AT;
- scaricatori;
- trasformatore AT/MT (preferibilmente almeno due per cabina);
- trasformatore di corrente (TA) MT del trasformatore, lato MT;
- interruttore MT del trasformatore;
- sbarre MT di cabina primaria;
- interruttori delle linee a media tensione;
- trasformatore di corrente (TA) delle linee MT.

### Parte di alta tensione
La linea ad alta tensione si attesta ad un sostegno capolinea e da qui scendono le cosiddette "calate" verso la cabine primarie, cioè campatine di conduttore di linea a tiro ridotto che scendono dal sostegno capolinea ai trasformatori di misura voltmetrici (T.V.), piccoli trasformatori voltmetrici di tipo capacitivo (raramente anche di tipo induttivo); la loro funzione è quella di diminuire la tensione al valore nominale di 100 V per poterla poi misurare senza rischi per la sicurezza delle persone: non esistono infatti strumenti di misura in grado di leggere direttamente un simile valore di tensione.
Spesso è presente una bobina di disaccoppiamento (anche chiamata bobina di sbarramento) utilizzata per separare la tensione di rete dai segnali ad alta frequenza utilizzati, di norma, per effettuare telecontrolli e telemanovre e veicolati attraverso le linee AT, circuitalmente a valle dei TV ma fisicamente montata sopra ad essi; in questo caso il TV funge anche da derivatore capacitivo dell'alta frequenza per poi inviarla ai dispositivi di trasmissione/ricezione ad onde convogliate.
Ai T.V. sono collegati (lato Cabina) i sezionatori, con funzione di separazione visiva propedeutica all'esecuzione di lavori fuori tensione: tali dispositivi possono essere manovrati solo in assenza di corrente, cioè ad interruttori aperti.
Qui è anche installato il sezionatore di cortocircuito e messa a terra (normalmente aperto) che consente di lavorare in sicurezza sulla linea elettrica A.T., nel caso di lavori da eseguirsi fuori tensione).
Dopodiché si incontrano i trasformatori di misura amperometrici (T.A.) (trasformatori amperometrici), a volte integrati negli interruttori, che hanno il compito di diminuire la corrente di linea al valore nominale di 5 A, per poterla misurare senza rischi per gli operatori: tale misura è utilizzata per i circuiti di protezione e per la rilevazione del carico nella linea.
Andando oltre si trovano gli interruttori.
Si tratta di apparecchi di manovra che sono in grado di interrompere le correnti ordinarie (in caso di manovre) ma anche le sovraccorrenti che si originano in caso di guasti (su automatismi comandati da appositi dispositivi di misura detti relè di protezione). Tramite gli interruttori, quindi, è possibile disalimentare rapidamente la porzione di rete guasta, limitando il più possibile gli effetti termici e meccanici che le sovraccorrenti determinano sugli altri elementi di rete.
Gli interruttori di alta tensione, come isolante elettrico, possono utilizzare raramente l'olio dielettrico o, quasi sempre, un gas chiamato SF6 - esafluoruro di zolfo; (più recente, ha bisogno di meno manutenzione ed è più efficace).
Infine, un altro sezionatore collega l'interruttore alla sbarra della Cabina Primaria.
L'insieme delle apparecchiature sopra descritte (sezionatore di linea, T.V., bobina OCV, interruttore e T.A., sezionatore di linea lato sbarra e relativi collegamenti) costituisce il cosiddetto "stallo linea AT".

### Trasformatori
In una cabina primaria possono essere presenti più semisbarre ad alta tensione, eventualmente collegabili tra di loro attraverso sezionatori (e, raramente, interruttori/congiuntori AT); dalle sbarre vengono derivate le tre fasi per l'entrata nel trasformatore, attraversando prima dei sezionatori, quindi degli interruttori e dei TA analoghi a quelli usati per le linee AT e infine per gli scaricatori, che limitano le sovratensioni in ingresso causate da fulmini.
Il trasformatore quindi abbassa la tensione ai valori della rete MT (da 20kV a 8.4kV). Nonostante l'elevata efficienza di trasformazione, le perdite interne provocano un riscaldamento del trasformatore; per raffreddarlo, il nucleo ferromagnetico del trasformatore è immerso in olio isolante e la cassa che lo contiene chiusa ermeticamente dall'esterno; l'olio circola esternamente attraverso dei radiatori e viene raffreddato, eventualmente ricorrendo anche all'uso di ventole e/o pompe di circolazione nei trasformatori di elevata potenza. Le variazioni di temperatura modificano il volume dell'olio e per permettergli di espandersi è presente, sopra al trasformatore, un serbatoio di espansione, normalmente chiamato conservatore, che può ricevere o rilasciare olio in base alle necessità.
Visto il costo elevato solitamente si usano due trasformatori di potenza compresa tra 16 e 63 MVA dotati di una certa capacità di sovraccarico temporaneo. In base alla norma, il sovraccarico può arrivare al 150% se di lunga durata o al 180% se di breve durata.
Ogni trasformatore ha poi un regolatore di tensione (denominato VSC, Variatore Sotto Carico) che permette di elevare o abbassare la tensione di uscita (+/- 10%) per poterla adattare al variare dei carichi nell'arco del tempo; normalmente il VSC è comandato da un dispositivo automatico (RAT, Regolatore Automatico di Tensione) che permette di mantenere la tensione MT costante al variare del carico assorbito dalla rete e della tensione lato AT.

### Parte di media tensione
In uscita dai trasformatori si trova la sezione a media tensione (MT). Nelle cabine primarie più vecchie questa parte è esterna, mentre in quelle più recenti trasformatori di tensione, sezionatori, trasformatori di corrente, interruttori e sbarre di media tensione sono situati all'interno di una costruzione.
I trasformatori presenti nelle cabine alimentano ognuno una propria sbarra MT separata.
In caso di guasto di un trasformatore la sbarra viene rialimentata attraverso un congiuntore dagli altri trasformatori rimasti in servizio. Nei casi estremi (rottura contemporanea di due trasformatori oppure superamento della massima potenza erogabile) la sbarra viene rialimentata, nei limiti del possibile, dalle cabine primarie vicine.
Da ogni sbarra MT sono derivate diverse linee MT protette da sezionatori e interruttori di funzionamento analogo a quelli AT.
Inoltre, in ogni sbarra MT è presente un TV per la misura della tensione e un TA per ogni linea per la misura della corrente.
Nelle cabine, cosiddette "a giorno" è presente a volte anche un traspositore o traslatore, che si utilizza in luogo di una o due coppie sezionatore-interruttore in caso di fuori servizio (per manutenzione o per guasto) di questi ultimi.
Invece nelle cabine di ultima generazione o "segregate" la coppia sezionatore-interruttore è estraibile, è montata cioè in un carrello, e per eseguire manutenzioni o riparazioni viene letteralmente sostituita con un altro carrello tenuto di scorta.
Nelle cabine primarie possono essere presenti anche dei gruppi di rifasamento, che sono formati da schiere di condensatori che vengono utilizzati per ridurre la componente induttiva della corrente di linea: infatti i motori elettrici e i trasformatori inseriti nei dispositivi elettrici creano componenti induttive.
In Italia si sta installando nelle cabine primarie un dispositivo chiamato bobina di Petersen, il cui scopo è quello di limitare le correnti di guasto tra fase e terra. Per garantire il servizio di erogazione dell'energia elettrica, e ridurre il numero di blackout, il neutro MT dei trasformatori AT/MT viene collegato a terra tramite un'impedenza, avente il compito di limitare le correnti di guasto causate dalla componente capacitiva delle linee elettriche, correnti che possono raggiungere valori anche di centinaia di ampere, nel caso in cui una fase vada a contatto con la terra. La bobina di Petersen, quindi, compensando la componente capacitiva della rete elettrica MT, riduce le correnti di guasto e permette all'arco elettrico formatosi nel punto di guasto di autoestinguersi più rapidamente, prima che la protezione della linea stessa intervenga aprendo l'interruttore, permettendo di continuare l'erogazione dell'energia elettrica verso l'utenza.

### Parte di bassa tensione
In ogni cabina primaria è presente una particolare linea MT denominata "servizi ausiliari" che alimenta un trasformatore MT/BT, posto all'interno della cabina stessa, utilizzato per alimentare tutti quei componenti che funzionano in bassa tensione, come ad esempio: quadro di bassa tensione (luci interne ed esterne, cancelli automatici, sistema di videosorveglianza, ecc), protezioni, caricabatterie, motori degli interruttori, apparati di telecontrollo e telemanovra, condizionatori, ecc.

## Protezioni
Per evitare danni ingenti creati dalle elevate tensioni e correnti che si formano in caso di guasto, nelle cabine sono installate apparecchiature atte a limitare il perdurare dei guasti, facendo aprire il relativo interruttore, che controllano costantemente lo stato di tutte le parti elettriche essenziali della cabina.
Si classificano in Protezioni AT, Protezioni Trasformatore e Protezioni MT e tutte sono tarate secondo precisi valori e ritardi in modo che il mancato intervento di una di esse faccia scattare la protezione a monte salvaguardando nel miglior modo possibile l'intero sistema.

### Protezioni AT
Le protezioni AT hanno il compito di proteggere le linee AT affluenti alla cabina dalle sovracorrenti che si creano in caso di guasto a terra o cortocircuito.
Sono formate da protezioni distanziometriche e dagli interruttori AT: la protezione, essendo in grado di determinare con buona approssimazione la distanza del punto guasto, può intervenire anche in caso di un guasto sulle cabine primarie limitrofe ad essa elettricamente collegate; nel caso di linee AT prevalentemente in cavo (formate da conduttori isolati e interrati) è presente un'ulteriore protezione denominata Differenziale Cavo che permette di rilevare guasti dovuti al danneggiamento del cavo più rapidamente della protezione distanziometrica.

### Protezioni Trasformatore
Le Protezioni Trasformatore hanno il compito di proteggere l'elemento elettrico più costoso dell'intera cabina, il trasformatore AT/MT; ecco un elenco delle principali protezioni asservite ad un trasformatore AT/MT.
- Gli scaricatori: elementi in ossido di zinco che presentano una resistenza variabile inversamente proporzionale al valore della tensione (più è alta la tensione più è bassa la resistenza), che hanno il compito di limitare le sovratensioni sulla sezione AT del trasformatore dovute principalmente ad eventi atmosferici come i fulmini.
- La protezione Buchholz: il suo compito è rilevare la formazione anomala di gas all'interno del trasformatore, formazione dovuta a scariche elettriche tra gli avvolgimenti e indicazione di un guasto all'interno del trasformatore stesso.
- Minimo livello olio: dispositivo che emette un allarme in caso di abbassamento, sotto i limiti consentiti, del livello dell'olio contenuto nel trasformatore.
- Relè di massima temperatura: termostato a più soglie utilizzato per emettere una segnalazione di allarme (massima temperatura di 1º livello) o di determinare la completa disalimentazione del trasformatore stesso (massima temperatura di 2º livello) al raggiungimento di determinati valori della temperatura dell'olio isolante.
- Le protezioni di massima corrente: intervengono in caso sia rilevata un'eccessiva corrente all'ingresso AT, dovuta ad un cortocircuito delle spire interne oppure sull'uscita MT; si dividono in protezioni di massima corrente istantanea (per valori di corrente AT o MT elevatissime dell'ordine dei kA) o massima corrente ritardata (valori di corrente che eccedano la corrente nominale del trasformatore).

### Protezioni MT
Le Protezioni MT hanno il compito di proteggere le linee MT uscenti della cabina.
- Protezioni di sbarra: intervengono solo nel caso di guasto delle protezioni di linea disalimentando l'intera sbarra MT aprendo gli interruttori del trasformatore.
- Protezioni di linea: sono formate da due tipologie di protezioni, quelle per direzionale di terra, le quali rilevano i contatti dei conduttori con elementi esterni alla rete elettrica (alberi, oggetti esterni), e quelle per massima corrente, utilizzate per rilevare cortocircuiti e sovraccarichi, oltre che all'interruttore.

## Automatismi e Telecontrollo
Questi dispositivi vengono anche utilizzati per effettuare delle manovre di apertura/chiusura degli interruttori tramite il telecontrollo. Se per esempio un operatore deve effettuare delle prove di manutenzione degli interruttori, deve prima contattare il Centro operativo che gli aprirà o chiuderà gli interruttori a seconda della necessità. Ogni manovra in cabina primaria quindi deve essere segnalata.
In ogni cabina è presente quindi il cosiddetto telecomando, responsabile del collegamento (ricezione/invio delle informazioni) con il centro operativo.
Le protezioni e il telecomando devono essere alimentate in corrente continua: la mancanza di energia elettrica, dovuta ad esempio all'apertura degli interruttori di linea AT per un fulmine, porterebbe alla disalimentazione anche dei servizi ausiliari. Per questo vengono usati nelle cabine dei raddrizzatori, che trasformano la corrente alternata in bassa tensione in corrente continua. Per assicurare l'efficienza dei servizi anche senza alimentazione dalla rete elettrica vengono utilizzate delle batterie, tenute costantemente sotto carica proprio dal raddrizzatore, che entrano in funzione in caso di emergenza. Le batterie tradizionali sono del tipo al piombo, mentre le più recenti in gel (che comportano costi minori e minore manutenzione); le protezioni e i motori degli interruttori sono alimentati a 110V, il telecomando e i sistemi di comunicazione a 24V.
Prima dell'avvento dell'automazione, le cabine primarie erano presidiate 24 ore su 24 da uno o più operatori; oggi gli unici interventi umani sono di manutenzione (che deve essere fatta con regolarità) o di riparazione.
La media tensione in uscita sarà portata alle cabine di media tensione, nelle quali sarà trasformata a sua volta in bassa tensione (400/230V).